# Jebel Aklim
Jebel Aklim är ett berg i Marocko.   Det ligger i regionen Souss-Massa, 500 km söder om huvudstaden Rabat. Toppen på Jebel Aklim är 2 531 meter över havet.